# باتريك فيشر
باتريك فيشر هو لاعب هوكي الجليد سويسري، ولد في 6 سبتمبر 1975 في زوغ في سويسرا.

## وصلات خارجية
- باتريك فيشر على موقع دوري الهوكي الوطني (الإنجليزية)
- باتريك فيشر على موقع قاعة مشاهير الهوكي (لاعب أن.إتش.أل) (الإنجليزية)
- باتريك فيشر على موقع الدوري الأمريكي لهوكي الجليد (الإنجليزية)
- باتريك فيشر على موقع EliteProspects.com (الإنجليزية)
- باتريك فيشر على موقع Eurohockey.com (الإنجليزية)
- باتريك فيشر على موقع HockeyDB.com (الإنجليزية)
- باتريك فيشر على موقع Hockey-Reference.com (الإنجليزية)
- باتريك فيشر على موقع أوليمبيديا (الإنجليزية)